# William Bromley-Davenport (1821-1884)
William Bromley-Davenport (20 août 1821 - 15 juin 1884), également connu sous le nom de Davenport et Davenport-Bromley, est un homme politique conservateur anglais qui siège à la Chambre des communes de 1864 à 1884.

## Biographie
Il est le fils du révérend Walter Davenport de Wootton Hall, Staffordshire et sa première épouse, Caroline Barbara Gooch, fille de l'archidiacre Gooch. Son père adopte le nom de famille supplémentaire Bromley en 1822. Sous le nom de Davenport-Bromley, William fait ses études à Harrow School et à Christ Church, Oxford. Il est lieutenant-colonel de la cavalerie de Staffordshire Yeomanry et sous-lieutenant et juge de paix pour le Warwickshire et le Staffordshire.
En 1864, il est élu lors d'une élection partielle en tant que député de North Warwickshire. En 1868, il change son nom en Bromley-Davenport. Il occupe le siège du North Warwickshire jusqu'à sa mort à l'âge de 62 ans en 1884.
Il s'est effondré et est mort d'une crise cardiaque alors qu'il cherchait à réprimer les troubles à Lichfield causés par des membres de sa cavalerie Staffordshire Yeomanry.
Il épouse Augusta Elizabeth Campbell, fille de Walter Campbell d'Islay en 1858. Leur fils William est militaire et homme politique.